# سه‌قاپ
سه‌قاپ فیلمی ایرانی به‌کارگردانی و نویسندگی زکریا هاشمی محصول سال ۱۳۵۰ است. این اولین فیلم بلند هاشمی در مقام کارگردان بود. از بازیگران فیلم می‌توان به ناصر ملک‌مطیعی، بهمن مفید، شهروز رامتین، حسین گیل، شهرزاد، یدالله شیراندامی و حسن خیاط باشی اشاره کرد.

## داستان فیلم
برزو (ناصر ملک‌مطیعی) و زن جوانش (مروارید) تازه زندگی مشترکشان را شروع کرده‌اند و درحالی‌که زن نیازمند توجه بیشتر شوهر است، برزو سرگرم قمار است. قمار و دعوا و گریز ادامه دارد تا آنکه برزو می‌فهمد که زنش باردار است. او حالا تصمیم می‌گیرد که دیگر قمار را کنار بگذارد. اما برای خواهر دوست و همپای همیشگی قمارهایش، علی (بهمن مفید) خواستگار آمده و خانوادهٔ او به مقداری پول نیاز دارند. آخرین قمار برزو برای تهیهٔ پول جهاز خواهر دوستش است. اما این بازی آخر به یک درگیری خونین تبدیل می‌شود. علی کشته می‌شود و برزو فقط فرصت می‌کند که تن خونینش را به خانه و همسر همیشه منتظرش برساند و در آنجا بمیرد.

## شخصیت‌ها
| بازیگر           | نقش            | صداپیشه            | درباره                  |
| ---------------- | -------------- | ------------------ | ----------------------- |
| ناصر ملک‌مطیعی    | برزو           | چنگیز جلیلوند      | قهرمان فیلم             |
| بهمن مفید        | علی تاتار      | ابوالحسن تهامی‌نژاد | دوست صمیمی برزو         |
| حسین گیل         | اسدالله        | ایرج ناظریان       | رقیب برزو در بازی سه‌قاپ |
| یدالله شیراندامی | اسمال کاسه‌کوزه | حسین عرفانی        | ناظر بازی، کاسه‌کوزه‌دار  |
| شهروز رامتین     | محمود فراری    | ناصر طهماسب        | نوچه اسدالله            |
| حسن خیاط باشی    | عباس خلیفه     | پرویز ربیعی        | دوست برزو               |
| احمد هاشمی       | حسین جوجو      | نصرالله مدقالچی    | نوچه اسدالله            |
| مروارید          | مریم           | بهیجه نادری        | همسر برزو               |
| محمود بهرامی     | جبار کفن‌دزده   | محمدباقر توکلی     | صاحب مکان بازی آخر      |

- سرپرست گویندگان فیلم، چنگیز جلیلوند بوده‌است.

## جوایز

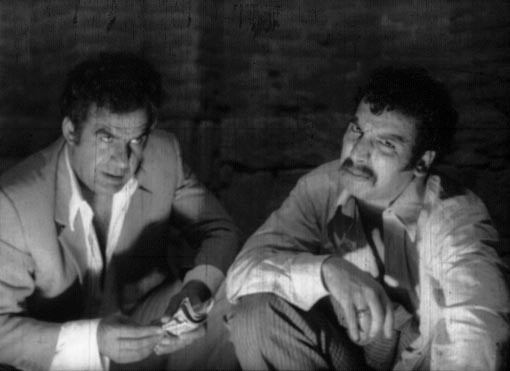
ناصر ملک‌مطیعی (چپ) و بهمن مفید در نمایی از فیلم

- جایزهٔ بهترین بازیگر مرد نقش اول (ناصر ملک‌مطیعی) از جشنوارهٔ سینمایی سپاس (۱۳۵۱)
- جایزهٔ بهترین فیلم‌نامه از جشنوارهٔ سینمایی سپاس (۱۳۵۱)
- دیپلم بهترین فیلم سال از طرف منتقدین سینمایی ایران (۱۳۵۱)[۱]